# Literaturjahr 1520
Liste der Literaturjahre

◄◄ | ◄ | 1516 | 1517 | 1518 | 1519 | Literaturjahr 1520 | 1521 | 1522 | 1523 | 1524 | ►

Weitere Ereignisse

## Ereignisse
Um das Jahr 1520 beginnt die kunsthistorische Epoche des Manierismus. Der Manierismus basiert ursprünglich auf der Idee, dass ein Künstler seinen ganz eigenen Stil, die maniera, entwickeln und hervorheben solle. Dabei werden alle technischen Möglichkeiten zu einer extremen Gestaltung ausgeschöpft. Es handelt sich je nach Definition um eine Form der Spätrenaissance oder um einen Übergangsstil zwischen Renaissance und Barock, die ihren Ursprung in Italien hat, mit Zentren in Rom und Florenz. Manieristische Werke entstehen insbesondere in Malerei, Plastik und Baukunst, aber auch in Literatur und Musik. 

### Prosa
- um 1520: Die Kilwachronik, eine Liste der Könige der ostafrikanischen Stadt Kilwa Kisiwani, entsteht.

### Sachliteratur
In der Verbannung auf seinem Landgut Casa Machiavelli vollendet Niccolò Machiavelli sein Werk Die Kunst des Krieges, eine Abhandlung über Taktik, Strategie, Politik und hauptsächlich das Militärwesen.

### Religion

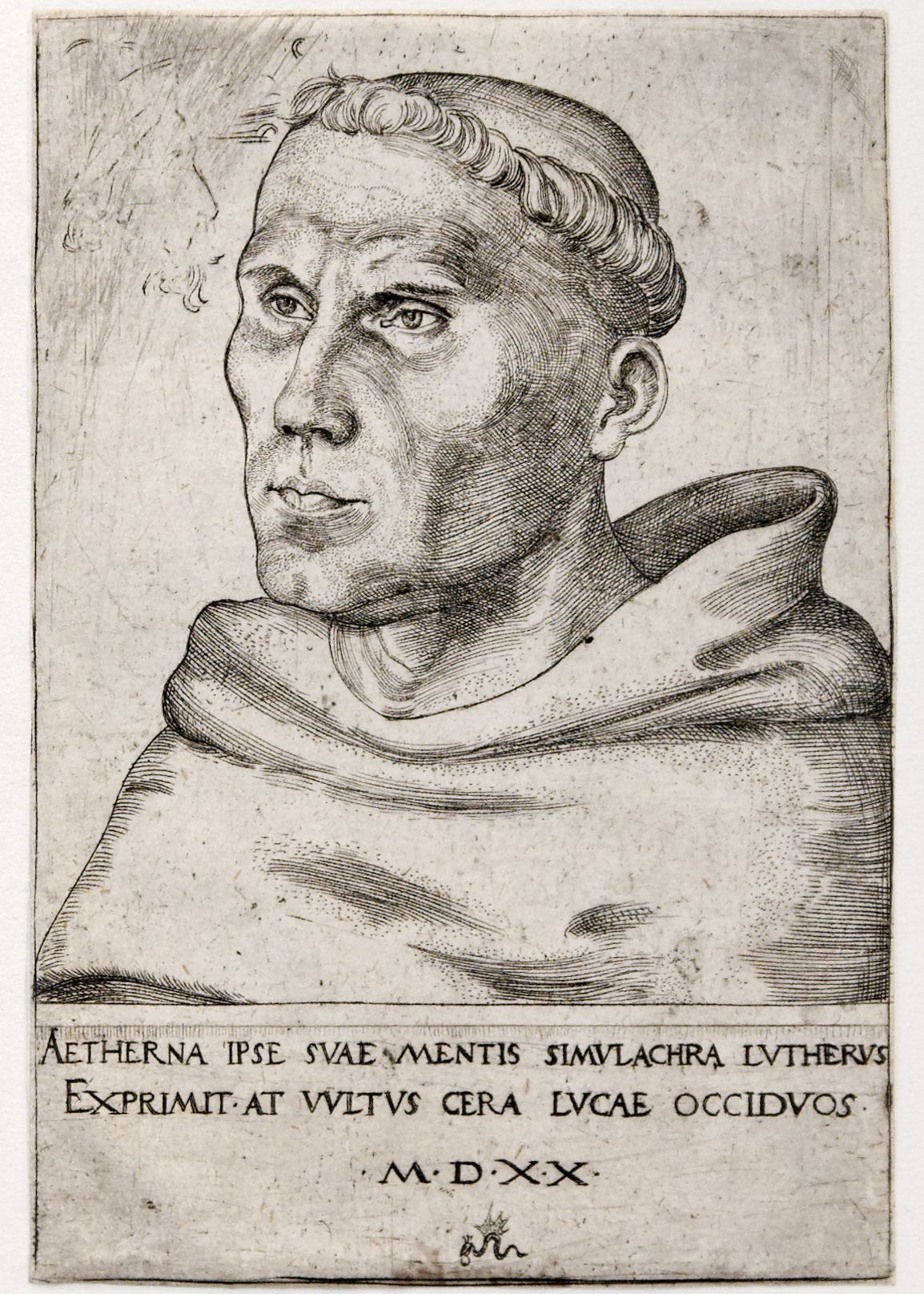
Luther als Augustinermönch (Lucas Cranach der Ältere, 1520)

- Anfang Juni erscheint die Schrift Von den guten Werken von Martin Luther bei Melchior Lotter in Wittenberg.
- Papst Leo X. droht Martin Luther in seiner Bannandrohungsbulle Exsurge Domine vom 15. Juni mit der Exkommunikation, sollte er nicht binnen 60 Tagen 41 seiner 95 Thesen widerrufen. Luther antwortet darauf mit der aus 30 Thesen bestehenden Denkschrift Von der Freyheith eines Christenmenschen sowie nach Ablauf der Widerrufsfrist am 10. Dezember mit der Verbrennung der päpstlichen Bulle.
- Im Juli erscheint der Eccius dedolatus (Der enteckte Eck), eine Spottschrift gegen Luthers Gegenspieler Johannes Eck.

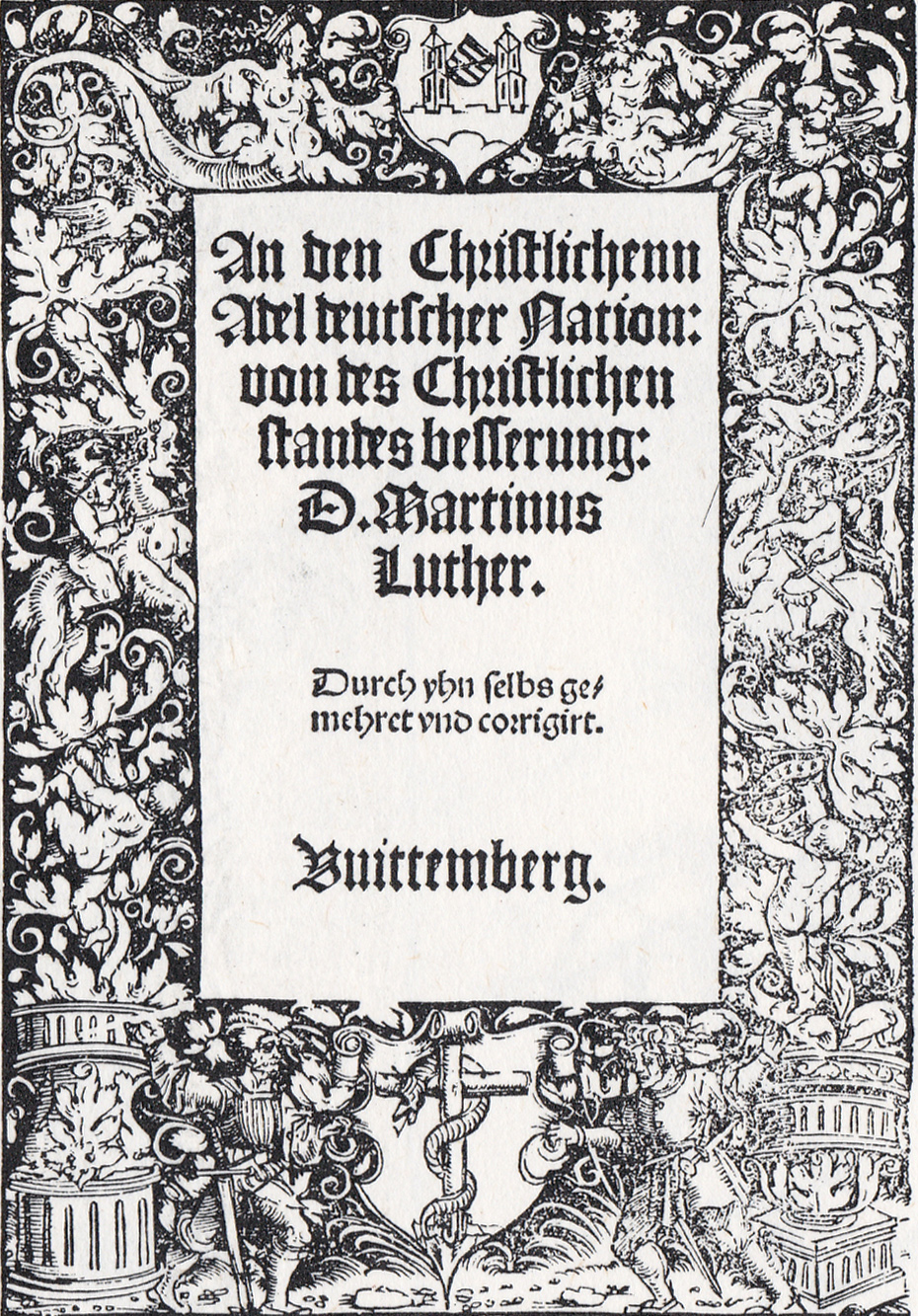
An den christlichen Adel deutscher Nation, Titelblatt des Drucks von Melchior Lotter, Wittenberg 1520

- 5. August: Martin Luther veröffentlicht An den christlichen Adel deutscher Nation von des christlichen Standes Besserung.

- In der reformatorischen Schrift Von der babylonischen Gefangenschaft der Kirche stellt Martin Luther erstmals die Siebenzahl der Sakramente öffentlich in Frage. Seiner Meinung nach existieren nur drei Sakramente: Taufe, Buße und Abendmahl, obgleich er am Ende der Schrift einräumt, dass es durchaus auch nur zwei Sakramente geben könne, da es der Buße eines Zeichens ermangele, das zu einem Sakrament unbedingt dazugehöre. Mit dieser Abhandlung vollzieht Luther auch in der Sakramentslehre den Bruch mit der Kirche seiner Zeit. Als Schrift der frühen Reformationszeit ist sie grundlegend für die evangelische Sakramentslehre.
- Die Complutensische Polyglotte wird veröffentlicht.

## Geboren

### Geburtsdatum gesichert
- 21. August: Bartholomäus Sastrow, deutscher Schriftsteller († 1603)

### Genaues Geburtsdatum unbekannt
- Natale Conti, venezianischer Gelehrter, Historiker und Mythograph († 1582)
- Madeleine Neveu, französische Schriftstellerin und Salonnière († 1587)

### Geboren um 1520
- Jean Crespin, französisch-schweizerischer Jurist, Autor und Buchdrucker († 1572)
- Pernette du Guillet, französische Dichterin († 1545)
- Jorge de Montemayor,  portugiesischer Sänger, Übersetzer und Dichter († 1561)

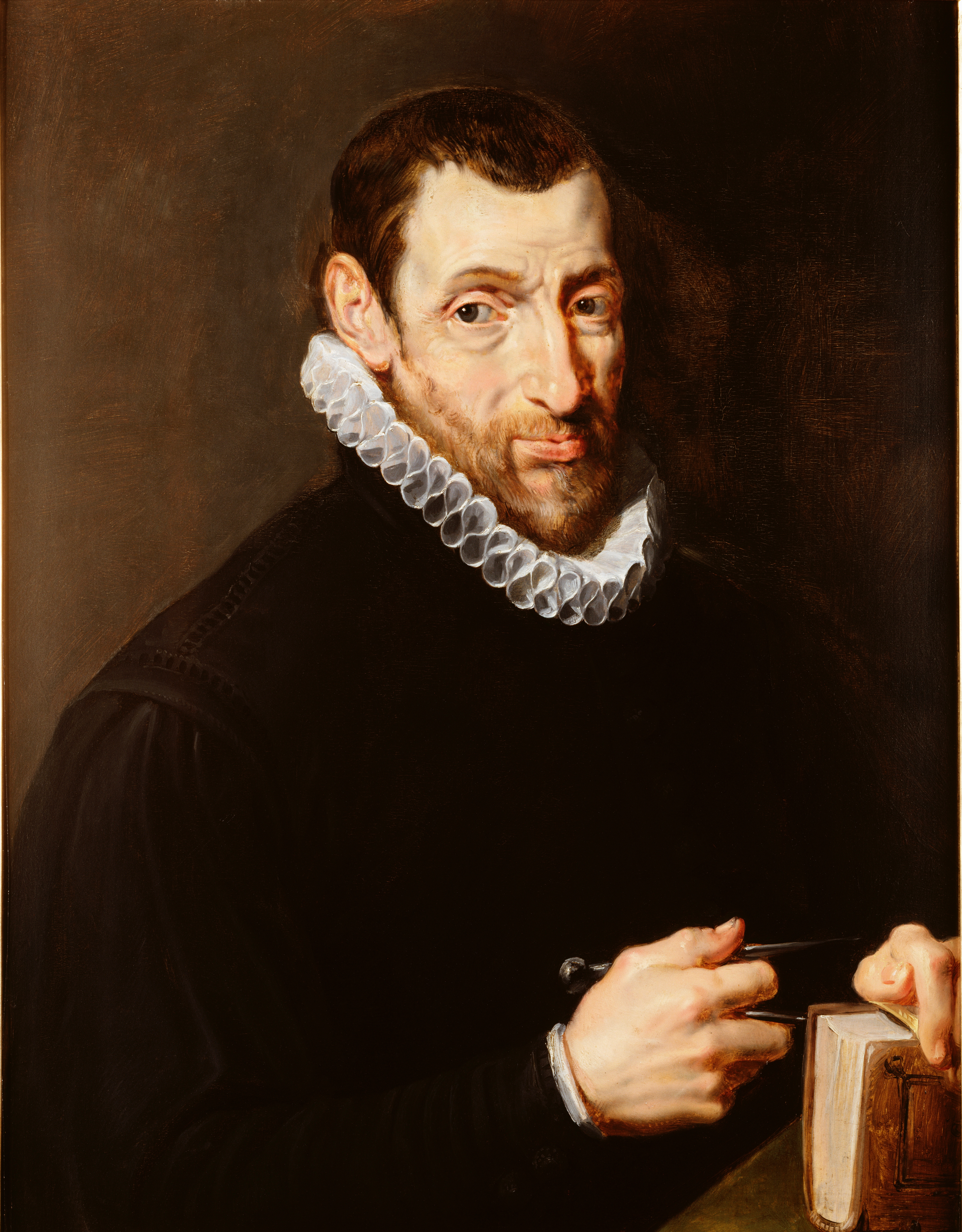
Christoffel Plantijn; * 1520

- Christoffel Plantijn, französisch-flämischer Buchdrucker und Verleger († 1589)
- Alexander Scott, schottischer Makar/Dichter († um 1584)
- Kaspar Suter, Schweizer Soldat und Chronist († 1554)
- Georg Thym, deutscher Pädagoge, Dichter und Autor († 1560)

## Gestorben

### Todesdatum gesichert
- 16. März: Martin Waldseemüller, deutscher Kartograf und Autor, prägte den Namen America (* um 1472/1475)
- 30. Mai: Claude de Seyssel, französischer Humanist, Jurist, Philologe, Herausgeber, Autor, Bischof und Theologe (* 1450)
- 31. Mai: Johannes Aesticampianus, sorbischer Gelehrter, Theologe und Humanist, poeta laureatur (* 1457)

### Gestorben um 1520
- Hermann Bote, deutscher Zollschreiber, Chronist und Schriftsteller (* um 1450)
- William Dunbar, schottischer Makar/Dichter (* um 1460)